# جوناثان إم. نيلسون
جوناثان إم. نيلسون (بالإنجليزية: Jonathan M. Nelson)‏ هو خبير مالي أمريكي، ولد في 1956 في بروفيدنس في الولايات المتحدة.